# Caecidotea reddelli
Caecidotea reddelli är en kräftdjursart som först beskrevs av Steeves 1968.  Caecidotea reddelli ingår i släktet Caecidotea och familjen sötvattensgråsuggor. Inga underarter finns listade i Catalogue of Life.